# Aeroporto de Votuporanga
Aeroporto Estadual de Votuporanga / Domingos Pignatari, está localizado no município de Votuporanga, em São Paulo.

## Aeroporto Estadual deVotuporanga/ Domingos Pignatari
SDVG/VOT

### Características
Latitude: 20º 27’ 28’’ S - Longitude: 050º 00’ 09’’ W 

Indicação ICAO: SDVG 

Horário de Funcionamento: H24O/R 

Código de Pista: 2 - Tipo de Operação: VFR noturno 

Altitude: 508m/1.667 ft 

Área Patrimonial (ha): 51,45 

Temp. Média: 31,7 °C 

Categoria Contra Incêndio disponível: 2 

Distância da Capital (km) - Aérea: 494 Rodoviária: 528 

Distância até o Centro da Cidade: 6 km 	

### Movimento
Dimensões (m): 1.500 x 30 

Designação da cabeceira: 05 - 23 - Cabeceira Predominante: 05 

Declividade máxima: 1,01% - Declividade Efetiva: 1,20% 

Tipo de Piso: asfalto - Resistência do Piso (PCN): 26/F/B/X/T

### Pista
Ligação do pátio à pista de pouso - PRA (m): 110 x 15 

Tipo de Piso: asfalto 

Distância da cabeceira mais próxima (m): 700 

Pista de rolamento ate hangares (m): 250 x 10

### Pátio
Dimensões (m): 70 x 100 

Capacidade de Aviões:  6 EMB-120 

Dist. da Borda ao Eixo da Pista(m): 125 

Tipo de Piso: asfalto

### Auxílios operacionais
Sinais de Eixo de Pista - Biruta - Luzes de Pista 

Sinais de Cabeceira de Pista 

Sinais Indicadores de Pista 

Sinais de Guia de Táxi - Luzes de Táxi - Luzes de Cabeceira 

Luzes de Obstáculos - Iluminação de Pátio - Farol Rotativo 

Freq. do Rádio: 123,45 

Circuito de Tráfego Aéreo: Padrão

### Abastecimento
BR Aviation: AVGAS - Air BP: JET

### Instalações
Terminal de Passageiros (m²): 750 
	
Estacionamento de Veículos - nº de vagas: 80 

Tipo de Piso: cimento/asfalto

### Serviços
Hangares: 3 – Cabine de Força (KF) 

Telefone Público 

Empresas operantes: Não há 

Empresas que já operaram: Vasp, Tam e Brava